# Frank E. Marble
Frank E. Marble (Cleveland, 1918) foi um engenheiro estadunidense.